# Juhani Salmenkylä
Heikki Veikko Juhani Salmenkylä (bis 1936 Husgafvel; * 8. März 1932 in Helsinki; † 4. Mai 2022 in Helsinki) war ein finnischer Orientierungsläufer und Basketballspieler. Er war 1964 Europameister mit der finnischen Orientierungslauf-Staffel, mit der er auch zwei Silbermedaillen bei Weltmeisterschaften gewann.

## Karriere
Salmenkylä gehörte dem 1943 gegründeten Verein Helsingin Suunnistajat, einem der führendsten Orientierungsläufervereine in Finnland zu dieser Zeit, an. Mit diesem Verein gewann er 1950 mit 18 Jahren auch das erste Mal den Jukola-Staffellauf, 1954 seinen ersten finnischen Meistertitel mit der Vereinsstaffel. Zur gleichen Zeit gehörte er der Basketballmannschaft Pantterit aus Helsinki an, die in den 1950er-Jahren insgesamt neunmal den finnischen Meistertitel gewann. Auch als Leichtathlet war Salmenkylä aktiv und gewann 1953 Bronze bei den finnischen Meisterschaften mit der 4-mal-1500-Meter-Staffel. 1954 gewann er mit der Mannschaft der Helsingin Suunnistajat den Tiomila-Wettbewerb in Schweden. 1955 startete Salmenkylä bei den ersten Nordischen Meisterschaften im schwedischen Kolmården und musste sich dort nur dem Schweden Marthe Andersson geschlagen geben. Vier Jahre später wurde er erneut Zweiter, diesmal hinter Magne Lystad aus Norwegen. Den ersten internationalen Titel gewann Juhani Salmenkylä 1964 bei den zweiten Orientierungslauf-Europameisterschaften im schweizerischen Le Brassus. In einer Staffel mit Rolf Koskinen, Aimo Tepsell und Erkki Kohvakka gewann er Staffelgold. Während Kohvakka und Tepsell im Einzellauf Gold und Bronze gewannen, wurde Salmenkylä lediglich 17. Im gleichen Jahr war er während der Olympischen Spiele 1964 in Tokio Leiter der Basketballnationalmannschaft Finnlands und Mitglied im Schiedsgericht. 1966 gewann er in Schweden das O-Ringen. Bei den ersten beiden Orientierungslauf-Weltmeisterschaften 1966 und 1968 verpasste er in den Einzelwettkämpfen das Podest knapp, mit der Staffel gewann er jeweils Silber. 1969 wurde er Vorsitzender des finnischen Basketballverbandes und behielt diesen Posten bis 1972. 1970 wurde er noch einmal Gewinner der Jukola-Staffel, die er nach 1950, 1952, 1953, 1956, 1957 und 1960 nun zum siebten Mal gewann. 1972 wurde er Mitglied der Jukola-Vereinigung, die die Rechte an der Staffel besitzt.
Von Beruf ist Salmenkylä Rechtsanwalt. Sein Vater Anton Husgafvel, der 1936 den Namen Salmenkylä annahm, war 1924 als Leichtathlet Teilnehmer an den Olympischen Sommerspielen in Paris und nahm später an Wettkämpfen im Orientierungslauf teil. Für Aufsehen sorgte die Familie Salmenyklä bei den finnischen Orientierungslauf-Meisterschaften 1951, als Anton Salmenkylä den Sieg in der Klasse M50 holte, Juhanis Bruder Matti Salmenkylä Meister in der Klasse M20 wurde und Juhani selbst den Titel bei den Junioren holte. Verheiratet ist er mit der Architektin Pirkko Salmenkylä (geborene Niemi). Pirkko Salmenkylä war 1952 finnische Meisterin im Orientierungslauf mit der Frauenstaffel. 1949 hatte sie auch im Basketball einen finnischen Meistertitel gewonnen. Für die Basketballnationalmannschaft bestritt sie insgesamt sieben Spiele. Ihre Tochter, Leena Salmenkylä-Mattila, war 1979 finnische Meisterin im Staffel-Orientierungslauf.

## Platzierungen
|                                                  | Weltmeisterschaften | Weltmeisterschaften |  | Europameisterschaften | Europameisterschaften |  | Nord. Meisterschaften | Nord. Meisterschaften |  | Finnische Meisterschaften | Finnische Meisterschaften | Finnische Meisterschaften |
| Jahr                                             | E                   | St                  |  | E                     | St                    |  | E                     | St                    |  | E                         | N                         | St                        |
| ------------------------------------------------ | ------------------- | ------------------- |  | --------------------- | --------------------- |  | --------------------- | --------------------- |  | ------------------------- | ------------------------- | ------------------------- |
| 1954                                             |                     |                     |  |                       |                       |  |                       |                       |  |                           |                           | 1.                        |
| 1955                                             |                     |                     |  |                       |                       |  | 2.                    |                       |  | 2.                        |                           | 1.                        |
| 1956                                             |                     |                     |  |                       |                       |  |                       |                       |  |                           |                           | 1.                        |
| 1957                                             |                     |                     |  |                       |                       |  |                       |                       |  |                           | 3.                        |                           |
| 1958                                             |                     |                     |  |                       |                       |  |                       |                       |  | 1.                        |                           | 3.                        |
| 1959                                             |                     |                     |  |                       |                       |  | 2.                    |                       |  | 1.                        |                           | 1.                        |
| 1960                                             |                     |                     |  |                       |                       |  |                       |                       |  |                           |                           | 3.                        |
| 1961                                             |                     |                     |  |                       |                       |  | 8.                    |                       |  |                           |                           |                           |
| 1962                                             |                     |                     |  |                       |                       |  |                       |                       |  |                           |                           |                           |
| 1963                                             |                     |                     |  |                       |                       |  |                       |                       |  | 3.                        |                           |                           |
| 1964                                             |                     |                     |  | 17.                   | 1.                    |  |                       |                       |  | 1.                        |                           |                           |
| 1965                                             |                     |                     |  |                       |                       |  |                       |                       |  | 1.                        |                           |                           |
| 1966                                             | 5.                  | 2.                  |  |                       |                       |  |                       |                       |  |                           |                           |                           |
| 1967                                             |                     |                     |  |                       |                       |  | 7.                    | 2.                    |  |                           |                           | 1.                        |
| 1968                                             | 4.                  | 2.                  |  |                       |                       |  |                       |                       |  |                           |                           | 2.                        |
| 1969                                             |                     |                     |  |                       |                       |  |                       | 2.                    |  |                           |                           |                           |
| 1970                                             |                     |                     |  |                       |                       |  |                       |                       |  |                           |                           |                           |
| 1971                                             |                     |                     |  |                       |                       |  |                       |                       |  |                           |                           | 1.                        |
| 1972                                             |                     |                     |  |                       |                       |  |                       |                       |  |                           |                           |                           |
| 1973                                             |                     |                     |  |                       |                       |  |                       |                       |  |                           |                           | 1.                        |
| E = Einzelwettbewerb, St = Staffel, N = Nacht-OL |                     |                     |  |                       |                       |  |                       |                       |  |                           |                           |                           |

## Nach der aktiven Karriere
Juhani Salmenkylä war als Rechtsanwalt und Richter tätig.